# Prionus sifanicus
Prionus sifanicus är en skalbaggsart som beskrevs av Nikolaj Nikolajevitj Plavilsjtjikov 1934. 
Prionus sifanicus ingår i släktet Prionus och familjen långhorningar. Inga underarter finns listade i Catalogue of Life.